# 茲納姆揚卡 (阿爾切夫斯克區)
48°44′44″N 38°54′21″E / 48.74556°N 38.90583°E
茲納姆揚卡（烏克蘭語：Знам'янка）是位於烏克蘭東部的村莊，由盧甘斯克州阿爾切夫斯克區的濟莫希里亞市鎮負責管轄。該村始建於1817年，面積0.48平方公里，海拔高度83米，2001年人口63，人口密度每平方公里130.4人。